# Cérbero (constelação)

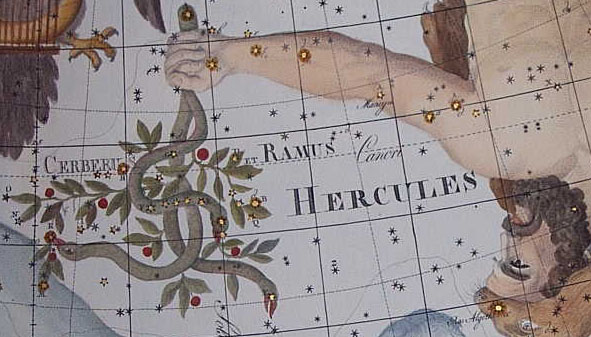
Constelação de Cérbero

Cérbero foi uma constelação criada por Hevelius. Ele foi descrito como uma serpente de três cabeças que Hércules está segurando em sua mão. A constelação, que não está mais em uso, "representa a figura da serpente… que infestava o país em torno do Cabo Tênaro da Grécia, o moderno Cabo Matapão". A presença de Cérbero (Kerberos) no Tênaro (Tainaron) é mencionado por Estrabão, Estácio, e Sêneca.
A cauda da constelação de Cérbero estava em Fornax (representado como um aparelho químico). Aparentemente, o "ramo dourado" em que a serpente Cérbero se enrosca, o "ramo da árvore das maçãs de ouro" buscada pelo titã Atlas do Jardim das Hespérides foi considerado como tendo sido gerado por meio da alquimia. O tal ramo dourado era conhecido como a constelação de Ramus Pomifer.

## Fauna
Também existe um gênero de serpentes conhecido como Cerberus, também chamadas cobra-d'água de duas faces, comumente encontradas no Sudeste Asiático.